# Fagaloa Bay – Uafato Tiavea
Fagaloa Bay – Uafato Tiavea är ett naturvårdsområde i distriktet Va'a-o-Fonoti i Samoa, på östra delen av ön Upolu.

## Beskrivning
Platsen är en blandning av naturliga och kulturella värden: här finns den största tropiska regnskogen på en ö i Stilla havet med en unik flora och fauna och den traditionella Samoa-kulturens hövdingasystem Fa'amatai och sätt att leva, Fa'a Samoa.

## Världsarvsstatus
Området sattes 21 december 2006 upp på Samoas tentativa världsarvslista.